# Фрич, Роберт
Роберт Фрич (венг. Fritsch Róbert; род. 29 декабря 1994) — венгерский борец греко-римского стиля, член национальной сборной Венгрии. Чемпион Европы 2022 года, серебряный призёр чемпионата мира 2023 года, призёр чемпионата Европы 2021 года.

## Достижения
На чемпионате Европы по борьбе 2021 года, который проходил в Варшаве, венгерский спортсмен в весовой категории до 72 кг, сумел завоевать бронзовую медаль. На чемпионате мира в Осло стал 17-м.
На чемпионате Европы по борьбе 2022 года, который проходил в Будапеште, венгр в весовой категории до 72 кг, сумел стать чемпионом, выиграв все свои поединки. В этом же году принимал участие в чемпионате мира, который проходил в Белграде и занял итоговое 8-е место. 